# Ababa
Ababa soll laut der historisch sehr unzuverlässigen Historia Augusta eine Alanin und die Mutter des von 235 bis 238 regierenden römischen Kaisers Maximinus Thrax gewesen sein, den sie mit einem Goten namens Micca bekommen habe. Dasselbe berichtet der spätantike Historiker Jordanes, der sich für seine Angaben auf das Geschichtswerk des Quintus Aurelius Memmius Symmachus beruft.